# Dana Vávrová

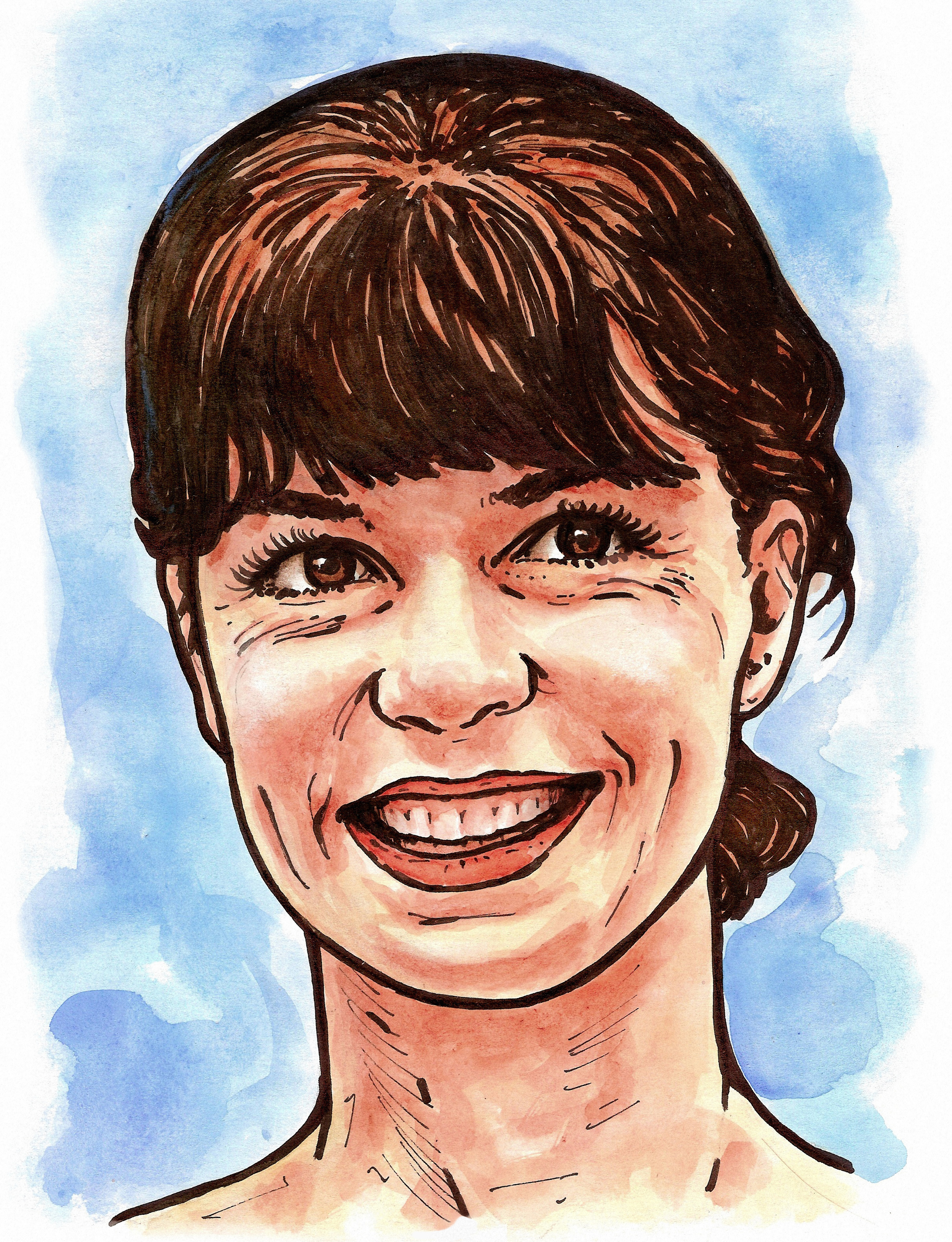
Dana Vávrová

Dana Vávrová (* 9. August 1967 in Prag; † 5. Februar 2009 in München) war eine tschechisch-deutsche Filmschauspielerin und Filmregisseurin. Sie war mit dem bekannten deutschen Filmregisseur Joseph Vilsmaier verheiratet und wirkte oft in dessen Filmen mit. 

## Leben

### Karriere als Filmschauspielerin und Filmregisseurin
Vávrovás Schauspielkarriere begann bereits in ihrer Kindheit, als sie in der Tschechoslowakei im Alter von sechs Jahren ein Kinderstar wurde; sie trat in Kinder- und Märchenfilmen auf und spielte auch in den Kinderfernsehserien Pan Tau und Die Märchenbraut mit. 1982 erlangte sie als Jugendliche durch ihre Rolle der jungen Janina David in dem Fernsehmehrteiler Ein Stück Himmel auch in Deutschland Bekanntheit. Für diese Rolle erhielt sie die Goldene Kamera und den Goldenen Gong. 1983 wurde ihr (zusammen mit Leo Lehman und Franz Peter Wirth) für diese Serie der Adolf-Grimme-Preis mit Gold überreicht.

### Ehe mit Joseph Vilsmaier
1986 emigrierte sie in die Bundesrepublik und heiratete den 28 Jahre älteren Regisseur, Kameramann und Produzenten Joseph Vilsmaier, den sie bei den Dreharbeiten zu weiteren Folgen von Ein Stück Himmel kennengelernt hatte. 1988 spielte sie unter seiner Regie in dem Film Herbstmilch die weibliche Hauptrolle als Anna Wimschneider. Für diese Rolle wurde sie 1989 zusammen mit ihrem Filmpartner Werner Stocker mit dem Bayerischen Filmpreis und dem Deutschen Filmpreis als beste Nachwuchsdarstellerin ausgezeichnet. Im selben Jahr erhielt sie den Deutschen Darstellerpreis (Chaplin-Schuh) des Bundesverbandes deutscher Film- und Fernsehregisseure e. V. als beste Nachwuchsschauspielerin.
Vávrová spielte fortan in vielen Filmen mit, bei denen ihr Mann Regie führte, darunter 1993 in dessen bekanntesten Film Stalingrad. Daneben übernahm sie viele Fernsehrollen und führte auch selbst Regie. Ihr Regiedebüt gab sie mit dem Filmdrama Hunger – Sehnsucht nach Liebe (1997), in dem Catherine Flemming die Hauptrolle übernahm. Später führte sie auch anstelle ihres Mannes, der sich bei den Dreharbeiten verletzt hatte, die Artur-Brauner-Produktion Der letzte Zug (2006) zu Ende.

### Privatleben und Tod
Vávrová und ihr Mann Joseph Vilsmaier hatten drei gemeinsame Töchter, Janina Vilsmaier, Theresa Vilsmaier und Josefina Vilsmaier, die alle ebenfalls Schauspielerinnen wurden. 
Im Februar 2009 starb Dana Vávrová im Alter von 41 Jahren an den Folgen einer Gebärmutterhalskrebserkrankung.

### Wissenswertes
Dana Vávrová war 2003 eines der Gründungsmitglieder der Deutschen Filmakademie.

## Filmografie (Auswahl)

### Als Schauspielerin
- 1977: Es leben die Geister / Unsere Geister sollen leben! (Ať žijí duchové!) – Regie: Oldřich Lipský
- 1977: Eine Hauptrolle für Rosmaryna (Jak se točí Rozmarýny) – Regie: Věra Plívová-Šimková
- 1978: Vražedné pochybnosti – Regie: Ivo Toman
- 1978: Aktion Kugelblitz (Kulový blesk) – Regie: Zdeněk Podskalský, Ladislav Smoljak
- 1979: Die Märchenbraut (Arabela), Fernsehserie – Regie: Václav Vorlíček
- 1979: Koncert na konci léta – Regie: František Vláčil
- 1980: Brontosaurus – Regie: Věra Plívová-Šimková
- 1982: Ein Stück Himmel (Fernsehfilm) – Regie: Franz Peter Wirth
- 1983: Levé křídlo – Regie: Jiří Hanibal
- 1983: Ein spottbilliger Junge (Kluk za dvě pětky) – Regie: Jaromír Borek
- 1984: Der Wunschkindautomat (Bambinot; Fernsehserie) – Regie: Jaroslav Dudek
- 1984: Ein Haus mit 1000 Gesichtern (My všichni školou povinní; Fernsehserie) – Regie: Ludvík Ráža
- 1984: Amadeus – Regie: Miloš Forman
- 1985: Johann Sebastian Bach – Regie: Lothar Bellag
- 1987: Derrick: Fliegender Vogel (Fernsehfilm) – Regie: Wolfgang Becker
- 1987: Pan Tau – Regie: Jindřich Polák
- 1988: Herbstmilch (als Anna Traunspurger/verh. Wimschneider) – Regie: Joseph Vilsmaier
- 1991: Rama dama (als Kati Zeiler) – Regie: Joseph Vilsmaier
- 1992: Rosenemil – Regie: Radu Gabrea
- 1992: Der Nachbar (als Stripperin Michaela) – Regie: Götz Spielmann
- 1993: Stalingrad – Regie: Joseph Vilsmaier
- 1993: Pizza Arrabiata (Fernsehfilm) – Regie: Jochen Richter
- 1994: Ahoi (Kurzfilm) – Regie: Steffen Schäffler, Annette Schäffler[2]
- 1995: Schlafes Bruder – Regie: Joseph Vilsmaier
- 1997: Comedian Harmonists – Regie: Joseph Vilsmaier
- 1997: Tatort – Nahkampf (als Manon Kampmann)
- 1999: Ich wünsch Dir Liebe – Regie: Wiktor Grodecki
- 2000: Der Bär ist los! (als stumme Postfrau) – Regie: Dana Vávrová
- 2000: Das Weibernest (als Marie Steiner)
- 2001: Tatort – Berliner Bärchen (als Theresa)
- 2002: Tatort – Undercover
- 2002: August der Glückliche (Fernsehfilm, als Sonja Bachmann) – Regie: Joseph Vilsmaier
- 2004: Der Vater meines Sohnes (Fernsehfilm) – Regie: Dagmar Damek
- 2004: Bergkristall (als Susanne) – Regie: Joseph Vilsmaier
- 2004: Grenzverkehr (als Prostituierte Helena) – Regie: Stefan Betz
- 2005: Polizeiruf 110 – Die Tote aus der Saale (als Vera Baumbach)
- 2006: Ein Hauptgewinn für Papa (als Anja Lohse) – Regie: Bodo Fürneisen
- 2006: Lamento – Regie: René Sydow, Daniel Hedfeld
- 2007: Der Alte – Folge 320: Wenn Liebe zuschlägt
- 2008: Die Gustloff (als Lilli Simoneit) – Regie: Joseph Vilsmaier

### Als Regisseurin
- 1995: Wia die Zeit vergeht. Dokumentarfilm über den Musiker Hubert von Goisern (zusammen mit Joseph Vilsmaier)
- 1997: Hunger – Sehnsucht nach Liebe
- 1999: Der Bär ist los!
- 2006: Der letzte Zug (zusammen mit Joseph Vilsmaier)